# Sin After Sin (Judas Priest)
Sin After Sin è il terzo album in studio del gruppo musicale britannico Judas Priest, pubblicato nel 1977 dalla Columbia Records.

## Descrizione
Si tratta del primo disco del gruppo inciso sotto una major, nonché il primo con il batterista Simon Phillips. Nel 2001 l'album è stato rimasterizzato con l'aggiunta di due bonus track Race With the Devil, cover dei The Gun e Jawbraker (brano incluso in Defenders of the Faith) suonato dal vivo.
Nel 1988, gli Slayer hanno inserito una cover della canzone Dissident Aggressor nel loro album South of Heaven. I Therion quella di Here Comes the Tears per A'arab Zaraq - Lucid Dreaming (1997). La band Arch Enemy ha reinterpretato la canzone Starbreaker, inserendola come traccia bonus nell'album Wages of Sin (2001). Nel 2013 la band svedese Witherscape, capitanata da Dan Swanö, ha inserito la cover di Last Rose of Summer nel loro album di debutto The Inheritance.

## Tracce
1. Sinner – 6:45 (Rob Halford, Glenn Tipton)
2. Diamonds and Rust – 3:27 (Joan Baez)
3. Starbreaker – 4:49 (K. K. Downing, Rob Halford, Glenn Tipton)
4. Last Rose of Summer – 5:37 (Rob Halford, Glenn Tipton)
5. Let Us Prey/Call for the Priest – 6:12 (K. K. Downing, Rob Halford, Glenn Tipton)
6. Raw Deal – 6:00 (Rob Halford, Glenn Tipton)
7. Here Come the Tears – 4:36 (Rob Halford, Glenn Tipton)
8. Dissident Aggressor – 3:07 (K. K. Downing, Rob Halford, Glenn Tipton)

Tracce bonus nella riedizione del 2001
1. Race with the Devil – 3:06 (Adrian Gurvitz)
2. Jawbreaker (Live) – 4:02 (K. K. Downing, Rob Halford, Glenn Tipton)

## Formazione
- Rob Halford – voce
- K. K. Downing – chitarra, pianoforte
- Glenn Tipton – chitarra
- Ian Hill – basso
- Simon Phillips – batteria